# Johannes Fehring
Johannes Fehring (* 14. November 1926 in Wien; † 4. Jänner 2004 ebenda; geboren als Johannes Fernbach) war ein österreichischer Jazzkomponist und -musiker. Zusätzlich war er als Filmkomponist, Produzent und Bandleader tätig.

## Leben
Nach dem Zweiten Weltkrieg nahm Fehring, Sohn eines Notars, als 19-Jähriger Unterricht in Kompositionslehre an der Wiener Musikakademie, u. a. bei Friedrich Wildgans und Kurt Wöss und machte später einen Dirigentenlehrgang. Anschließend begann er an der Universität Wien Musikwissenschaften zu studieren. Um dieses Studium zu finanzieren, spielte er Klavier im Orchester vom Walter Heidrich im Embassy-Club, ein Jazzclub der amerikanischen Besatzungssoldaten. Während dieser Zeit nahm er den Künstlernamen Fehring an.
Im Jahre 1948 lernte er Teddy Windholz kennen. Die beiden gründeten eine Band und spielten im Volksgarten Wien. Mit der Zeit wurden sie immer bekannter und bekamen Angebote als Begleitband bei Plattenaufnahmen. Fehring brach daraufhin sein Studium ab, um sich ganz auf die Musik zu konzentrieren. 1950 gewannen sie bei einem Wettbewerb der österreichischen Radioanstalt RAVAG die Goldene Plakette als Auszeichnung für das beste Tanzorchester Österreichs. Ebenfalls in dieser Zeit bekam Fehring Aufträge zu Kompositionen von Filmmusik und komponierte während seiner Karriere die Musik für über 60 Filme.
1955 trennte er sich von Windholz und gründete das Orchester Johannes Fehring, eine österreichische All Star Big Band. Bekannte Mitglieder dieser Band waren Willy Hagara, Erich Kleinschuster, Robert Opratko, Hans Salomon und Joe Zawinul. Mit dieser Band ging er mit Peter Alexander, Gilbert Bécaud, Ella Fitzgerald, Udo Jürgens und Caterina Valente auf Tournee. Ab 1958 kamen Auftritte im Fernsehen bei Sendungen wie Jede Sekunde ein Schilling oder Sing mit mir, spiel mit mir mit Lou van Burg, "Wir machen Musik" mit Peter Weck, "Bingo Bongo" mit Maxi Böhm, Caterina Valentes "Bonsoir Kathrin" sowie Wünsch Dir was mit Vivi Bach und Dietmar Schönherr hinzu.
Zwischen 1963 und 1966 leitete er zusätzlich das Große Tanz- und Unterhaltungsorchester des WDR und von 1965 bis 1983 das Orchester am Theater an der Wien.

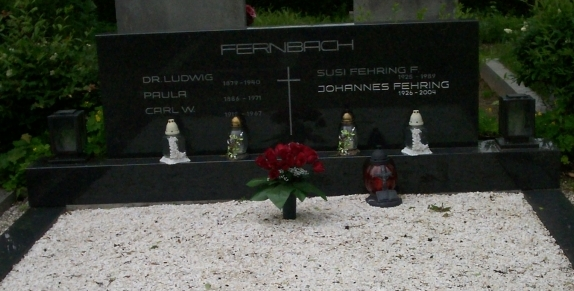
Johannes Fehring Grabstätte

Ende der 1960er Jahre produzierte Fehring das Lied A Glock’n die 24 Stunden läut für Marianne Mendt und im Anschluss daran war er als Produzent auch für bekannte Künstler wie Kurt Sowinetz und Arik Brauer tätig. Damit legte er den Grundstein des Austropop. Insgesamt erreichte er fünf Goldene Schallplatten als Produzent.
1971 gab Fehring seine alte Band auf und war Mitgründer der ORF-Big Band, die aus dem Orchester Johannes Fehring hervorging. Die Mitglieder waren, im Unterschied zum alten Orchester, Musiker aus dem Ausland, vor allem aus den USA. Seine letzte Produktion war 1983 die Veranstaltung 25 Jahre Wiener Stadthalle. Danach musste er aus gesundheitlichen Gründen das Berufsleben aufgeben.
Johannes Fehring starb am 4. Jänner 2004 im Alter von 77 Jahren. Er war mit Susi Schweizar verheiratet und Vater von zwei Kindern. Sein ehrenhalber gewidmetes Grab (Gr. 3, R. 46, Nr. 19) befindet sich am Wiener Zentralfriedhof.
Fehring war ab 1968 bis zu seinem Ausschluss 1987 Mitglied der Freimaurerloge Gleichheit.

## Filmmusik
- 1952: Ideale Frau gesucht
- 1956: Roter Mohn
- 1956: Kaiserball
- 1957: Vier Mädels aus der Wachau
- 1957: Die liebe Familie
- 1958: Ooh … diese Ferien
- 1958: Solang’ die Sterne glüh’n (Zirkuskinder)
- 1960: Die Glocke ruft (Glocken läuten überall)
- 1960: Mit Himbeergeist geht alles besser
- 1961: Mariandl
- 1961: Junge Leute brauchen Liebe
- 1961: … und du mein Schatz bleibst hier
- 1961: Im schwarzen Rößl
- 1962: Tanze mit mir in den Morgen
- 1962: Mariandls Heimkehr
- 1962: Waldrausch
- 1962: Das ist die Liebe der Matrosen
- 1962: …und ewig knallen die Räuber
- 1963: Der Musterknabe
- 1963: Schwejks Flegeljahre
- 1963: Sing, aber spiel nicht mit mir
- 1963: Charleys Tante
- 1963: Maskenball bei Scotland Yard
- 1963: Im singenden Rößl am Königssee
- 1963: Mit besten Empfehlungen
- 1964: Rote Lippen soll man küssen (Die ganze Welt ist himmelblau)
- 1964: Hilfe, meine Braut klaut
- 1964: Liebesgrüße aus Tirol
- 1964: Happy-End am Wörthersee (Happy-End am Attersee)
- 1964: Das hab ich von Papa gelernt
- 1965: Das ist mein Wien
- 1965: Ruf der Wälder
- 1965: ...und sowas muß um 8 ins Bett
- 1966: 00Sex am Wolfgangsee
- 1967: Das große Glück
- 1967: Die Wirtin von der Lahn
- 1968: Otto ist auf Frauen scharf
- 1969: Liebe durch die Hintertür
- 1972: Sie nannten ihn Krambambuli
- 1974: Die gelbe Nachtigall (TV)
- 1976: Die Babenberger in Österreich

## Charterfolge als Dirigent

### Singles

Label zu Brauner Bär und weiße Taube.

Label zu Wooden Heart.

Label zu Der Mann im Mond.

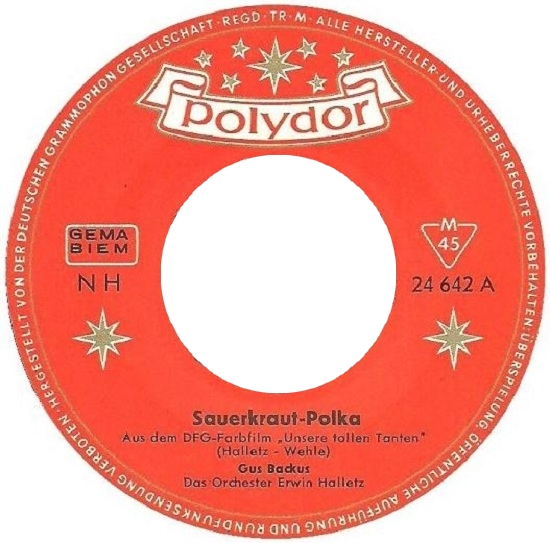
Label zu Sauerkraut-Polka.

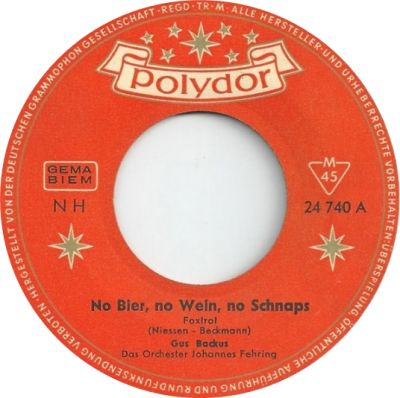
Label zu No Bier, No Wein, No Schnaps.

| Jahr | Titel Album                                                            | Höchstplatzierung, Gesamtwochen/‑monate, AuszeichnungChartplatzierungen (Jahr, Titel, Album, Platzierungen, Wochen/Monate, Auszeichnungen, Anmerkungen) | Höchstplatzierung, Gesamtwochen/‑monate, AuszeichnungChartplatzierungen (Jahr, Titel, Album, Platzierungen, Wochen/Monate, Auszeichnungen, Anmerkungen) | Höchstplatzierung, Gesamtwochen/‑monate, AuszeichnungChartplatzierungen (Jahr, Titel, Album, Platzierungen, Wochen/Monate, Auszeichnungen, Anmerkungen) | Anmerkungen |
| Jahr | Titel Album                                                            | DE | AT | CH | Anmerkungen |
| ---- | ---------------------------------------------------------------------- | --- | --- | --- | --- |
| 1959 | Ich bin traurig, wenn du gehst Gus Backus                              | — | — | — | Erstveröffentlichung: 1959 mit Orchester Johannes Fehring Original: Lloyd Price – Have You Ever Had the Blues?                   |
| 1959 | Ab und zu Gus Backus                                                   | — | — | — | Erstveröffentlichung: August 1959 mit Orchester Johannes Fehring; Original: Hank Snow – (Now And Then, There’s) A Fool Such As I |
| 1959 | Ich bin ein Mann Ted Herold                                            | DE26 (4 Wo.)DE | — | — | Polydor 24 027 NH |
| 1959 | Tiger Peter Kraus                                                      | DE8 (4 Mt.)DE | — | — | Erstveröffentlichung: Oktober 1959                                                                                               |
| 1960 | Brauner Bär und weiße Taube Gus Backus                                 | DE16 (7 Mt.)DE | — | — | Erstveröffentlichung: Juni 1960 Verkäufe: + 100.000; mit Orchester Johannes Fehring Original: Johnny Preston – Running Bear      |
| 1960 | Sag mir, was du denkst Cornelia Froboess und Peter Kraus               | DE21 (3 Mt.)DE | — | — | Erstveröffentlichung: August 1960                                                                                                |
| 1960 | Wooden Heart (Muss i denn, muss i denn zum Städtele hinaus) Gus Backus | DE2 (5 Mt.)DE | — | — | Erstveröffentlichung: November 1960 Original: Elvis Presley                                                                      |
| 1961 | Souvenir d’amour Lolita                                                | DE16 (11 Mt.)DE | — | — | Erstveröffentlichung: März 1961                                                                                                  |
| 1961 | Der Mann im Mond Gus Backus                                            | DE1 (6 Mt.)DE | — | — | Erstveröffentlichung: Juli 1961                                                                                                  |
| 1961 | Sauerkraut-Polka Gus Backus                                            | DE2 (5 Mt.)DE | — | — | Erstveröffentlichung: September 1961                                                                                             |
| 1962 | No Bier, No Wein, No Schnaps Gus Backus                                | — | — | — | Erstveröffentlichung: Februar 1962                                                                                               |
| 1962 | Caterina Lou van Burg                                                  | DE7 (… Wo.)DE | — | — | Erstveröffentlichung: Juli 1962                                                                                                  |
| 1967 | Spanisch war die Nacht Peter Alexander                                 | DE9 (5½ Mt.)DE | AT5 (3 Mt.)AT | — | |

grau schraffiert: keine Chartdaten aus diesem Jahr verfügbar

### Studioalben
| Jahr | Titel                                                                                  | Höchstplatzierung, Gesamtwochen/‑monate, AuszeichnungChartplatzierungen (Jahr, Titel, Platzierungen, Wochen/Monate, Auszeichnungen, Anmerkungen) | Höchstplatzierung, Gesamtwochen/‑monate, AuszeichnungChartplatzierungen (Jahr, Titel, Platzierungen, Wochen/Monate, Auszeichnungen, Anmerkungen) | Höchstplatzierung, Gesamtwochen/‑monate, AuszeichnungChartplatzierungen (Jahr, Titel, Platzierungen, Wochen/Monate, Auszeichnungen, Anmerkungen) | Anmerkungen                              |
| Jahr | Titel                                                                                  | DE | AT | CH | Anmerkungen                              |
| ---- | -------------------------------------------------------------------------------------- | --- | --- | --- | ---------------------------------------- |
| 1966 | Peter Alexander in Paris* Peter Alexander                                              | DE7 (6 Mt.)DE | — | — | Erstveröffentlichung: 1. Oktober 1966    |
| 1967 | Wie es euch gefällt Peter Alexander                                                    | DE9 (6 Mt.)DE | — | — | Erstveröffentlichung: 1. März 1967       |
| 1967 | Peter Alexander serviert Spezialitäten aus Böhmen, Ungarn, Österreich* Peter Alexander | DE5 (17 Mt.)DE | — | — | Erstveröffentlichung: 1. Juli 1967       |
| 1968 | Warum ist es am Rhein so schön Peter Alexander                                         | DE32 (2 Mt.)DE | — | — | Erstveröffentlichung: 1. März 1968       |
| 1970 | Servus Wien* Peter Alexander                                                           | DE19 (4 Mt.)DE | — | — | Erstveröffentlichung: 1. September 1970  |
| 1973 | Spezialitäten aus Österreich, Ungarn, Böhmen – Neue Folge Peter Alexander              | — | — | — | Erstveröffentlichung: 1. September 1973  |
| 1974 | Peter Alexander serviert Weltschlager Peter Alexander                                  | — | — | — | Erstveröffentlichung: 20. September 1974 |
| 1975 | Goldene Hits neu serviert von Peter Alexander Peter Alexander                          | — | — | — | Erstveröffentlichung: 1975               |
| 1978 | Das Wunschkonzert Peter Alexander                                                      | — | — | — | Erstveröffentlichung: 30. Januar 1980    |
| 1978 | Advent mit Peter Alexander Peter Alexander                                             | — | — | — | Erstveröffentlichung: 1978               |
| 1979 | Ein Besuch in Wien Peter Alexander                                                     | — | — | — | Erstveröffentlichung: 3. September 1979  |

grau schraffiert: keine Chartdaten aus diesem Jahr verfügbar

### Livealben
| Jahr | Titel                                            | Höchstplatzierung, Gesamtwochen, AuszeichnungChartplatzierungen (Jahr, Titel, Platzierungen, Wochen, Auszeichnungen, Anmerkungen) | Höchstplatzierung, Gesamtwochen, AuszeichnungChartplatzierungen (Jahr, Titel, Platzierungen, Wochen, Auszeichnungen, Anmerkungen) | Höchstplatzierung, Gesamtwochen, AuszeichnungChartplatzierungen (Jahr, Titel, Platzierungen, Wochen, Auszeichnungen, Anmerkungen) | Anmerkungen                 |
| Jahr | Titel                                            | DE | AT | CH | Anmerkungen                 |
| ---- | ------------------------------------------------ | --- | --- | --- | --------------------------- |
| 1965 | Ein Abend mit Freddy Freddy Quinn                | DE7 (32 Wo.)DE | — | — | Charteinstieg: 15. Mai 1965 |
| 1972 | Die Peter Alexander Tournee Peter Alexander      | — | — | — | Erstveröffentlichung: 1972  |
| 1976 | Das Peter Alexander Konzert live Peter Alexander | — | — | — | Erstveröffentlichung: 1976  |

grau schraffiert: keine Chartdaten aus diesem Jahr verfügbar

## Auszeichnungen
- Goldene Plakette der RAVAG; 1950
- Ehrenring der Wiener Stadthalle, 1962
- Großes Silbernes Ehrenzeichen des Landes Wien; 1976[4]
- Verleihung des Titels Professor; 1977
- Goldener Ehrenring des Theaters an der Wien; 1980
- Österreichisches Ehrenkreuz für Wissenschaft und Kunst; 2001
- Benennung der Verkehrsfläche Johannes-Fehring-Promenade in Wien-Floridsdorf (21. Bezirk); 2007[5]

## Zitate
„Es gab zwei Punkte, die mir wirklich wichtig waren: Klassik und Jazz.“

## Werke
- Gemeinsam mit Walter Heidrich: Der neue Jazzstil: Moderne Phrasierung und deren richtiges Spiel. Weltmusik Ed. International, Wien 1948.